# Geranium sanguineum
Geranium sanguineum é uma espécie de planta com flor pertencente à família Geraniaceae. 
A autoridade científica da espécie é L., tendo sido publicada em Species Plantarum 2: 683. 1753.
Os seus nomes comuns são bico-de-grou-sanguíneo ou gerânio-sanguíneo.

## Etimologia
Geranium: nome genérico que deriva do grego: geranion, que significa "grou", aludindo à aparência do fruto, que se assemelha ao bico desta ave.
sanguineum: epíteto em latim que significa "sangrento".

## Portugal
Trata-se de uma espécie presente no território português, nomeadamente em Portugal Continental.
Em termos de naturalidade é nativa da região atrás indicada.

## Protecção
Não se encontra protegida por legislação portuguesa ou da Comunidade Europeia.

## Sinonímia
Segundo o The Plant List:
- Geranium grandiflorum Gilib.
- Geranium lancastriense Mill.
- Geranium prostratum Cav.
- Geranium sanguineiforme Rouy & Foucaud